# Distrikt Kyenjojo
Kyenjojo ist ein Distrikt in Westuganda. Die Hauptstadt des Distrikts ist Kyenjojo. Der Distrikt ist Teil des historischen Königreiches Toro.

## Lage
Der Distrikt Kyenjojo grenzt im Norden an den Distrikt Kibaale, im Osten an den Distrikt Kyegegwa, im Süden an den Distrikt Kamwenge und im Westen an den Distrikt Kabarole. Die nördliche Grenze wird durch den Fluss Muzizi gebildet. Das Distrikthauptquartier in Kyenjojo liegt ungefähr 274 Kilometer westlich von Kampala, Ugandas Hauptstadt und größter Stadt.

## Demografie
Die Bevölkerungszahl wird für 2020 auf 525.400 geschätzt. Davon lebten im selben Jahr 16,7 Prozent in städtischen Regionen und 83,3 Prozent in ländlichen Regionen.
| Zensusjahr | Einwohnerzahl |
| ---------- | ------------- |
| 1991       | 182.026       |
| 2002       | 266.246       |
| 2014       | 422.204       |

## Wirtschaft
Die Landwirtschaft ist die Hauptstütze der Wirtschaft des Distrikts, wie dies bei den meisten anderen Regionen des Landes der Fall ist. 